# Alcover
Alcover è un comune spagnolo di 3 966 abitanti situato nella comunità autonoma della Catalogna.

## Stemma
Scudo a losanga: d'azzurro, al semivolo abbassato d'oro.
Timbro: corona murata di città.